# برون‌خمیدگی ساعد

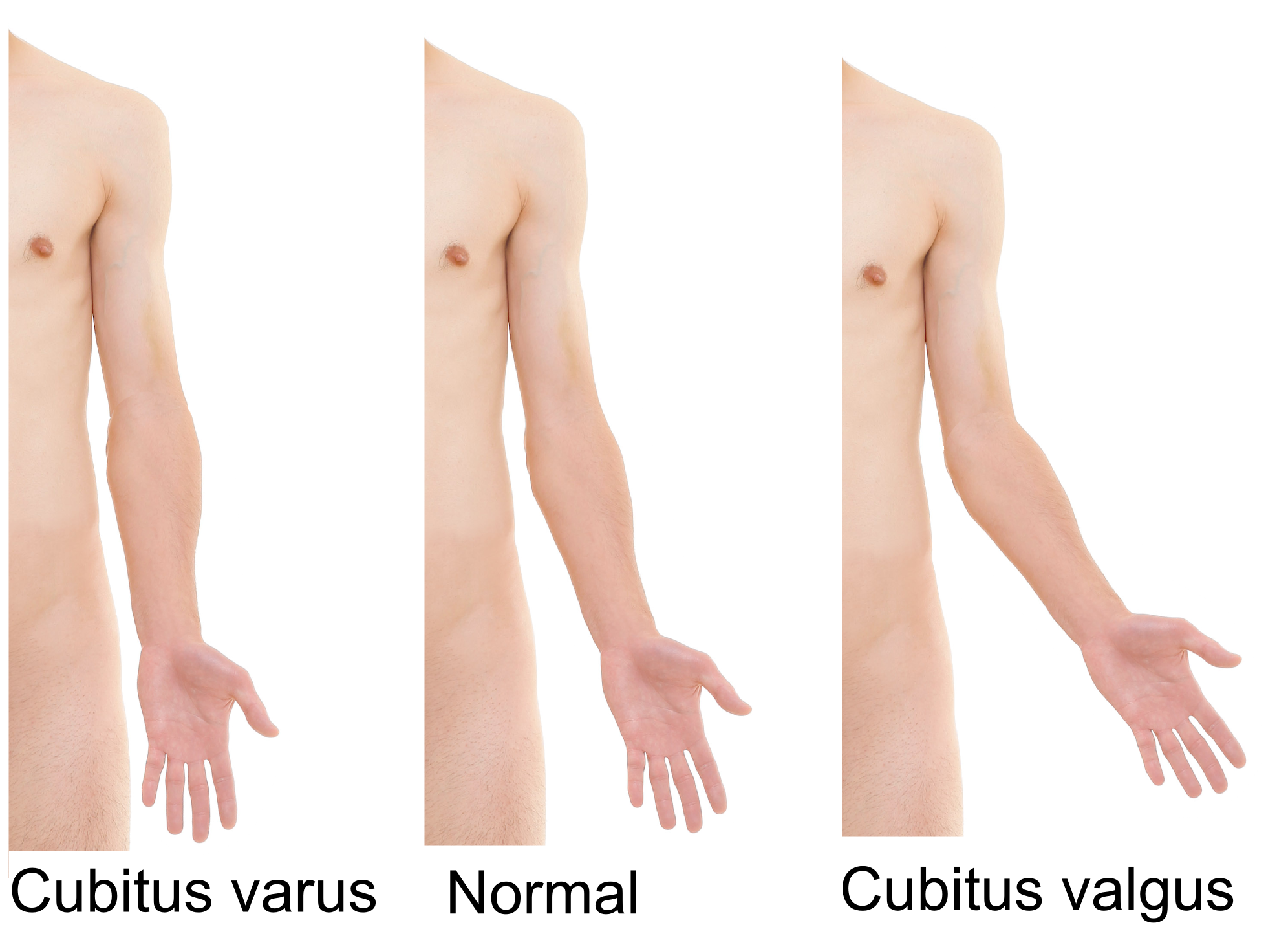
برون‌خمیدگی ساعد

بیرون‌خمیدگی ساعد یا کوبیتوس والگوس (Cubitus valgus): در این نوع نابهنجاری شکلی (دفرمیتی) وقتی فرد در حالت ایستاده قرار گرفته و بازو را به تنه چسبانده و آرنج را در حالت باز و آویزان قرار می‌دهد بطوریکه کف دست رو به جلو باشد می‌بینیم مچ دست کاملاً از تنه دور شده و با آن فاصله گرفته‌است. درحالت طبیعی مقدار ۷-۱۴ درجه بیرون‌خمیدگی ساعد وجود دارد ولی بیش از آن بیماری تلقی می‌شود.

## بیماریزایی
شایعترین علت این تغییر شکل، جوش نخوردن در محل شکستگی لقمه‌ای (کندیل) بیرونی استخوان بازو در ناحیه آرنج و در دوران کودکی است. وقتی که شکستگی لقمه‌ای بیرونی استخوان بازو جوش نمی‌خورد بتدریج و با گذشت زمان به سمت بالاتر تغییر مکان می‌دهد. نتیجه آن می‌شود که سر استخوان زند زبرین radius هم که با آن مفصل است به سمت بالا رفته و در نتیجه کل ساعد به سمت خارج انحراف پیدا می‌کند.
در بیرون‌خمیدگی ساعد برجستگی فوق‌لقمه‌ای (اپی‌کندیل) داخلی در سمت داخلی آرنج بیش از معمول برجسته به نظر می‌رسد. این تغییر شکل آرنج معمولاً برای بیمار فرد مشکلی ایجاد نمی‌کند مگر ایجاد فلج دیررس عصب زند زیرین ulna در ناحیه آرنج.
همانطور که میدانیم عصب زند زیرین از پشت زائده فوق‌لقمه‌ای درونی آرنج عبور می‌کند. بدنبال نابهنجاری بیرون‌خمیدگی ساعد، مسیر حرکت این عصب طولانی شده و در نتیجه تحت کشش قرار می‌گیرد و این کشش موجب بروز علائم فلجی در عصب زند زیرین می‌شود. به این بیماری فلج دیررسی عصب زند زیرین یا نشانگان دالان ساعدی Cubital tunnel syndrome می‌گویند. در صورت بروز این عارضه بیمار تحت عمل جراحی قرار گرفته و محل عصب از پشت فوق‌لقمه‌ای درونی به جلوی آن تغییر داده می‌شود تا کشش روی عصب کم شود.

## درمان
بعضی بیماران برای درمان تغییر شکل بیرون‌خمیدگی ساعد به ارتوپد مراجعه می‌کنند. در این موارد می‌توان با انجام جراحی برش استخوان Osteotomy (شکاندن کنترل شده‌استخوان و قرار دادن آن در وضعیت مطلوب) این بدشکلی و مشکل را برطرف کرد.